# Kaligowdanahalli, Gundlupet
Kaligowdanahalli là một làng thuộc tehsil Gundlupet, huyện Chamarajanagar, bang Karnataka, Ấn Độ.